# 上海異人娼館 チャイナ・ドール
上海異人娼館 チャイナ・ドール（シャンハイいじんしょうかん チャイナ・ドール）は、寺山修司監督による日仏合作映画。1981年11月7日公開。フランスの映画制作会社アルゴ社と人力飛行機社による共同制作。

## あらすじ
1926年、魔都・上海の一角に佇む娼館「春桃桜」に、Oという名の娼婦を連れた男ステファン卿がやってくる。娼館の女たちにも、客である男たちにも心の闇がある。男たちは、娼館の中でその闇をあらわにする

## スタッフ
- 監督・脚本：寺山修司
- 原作：ポーリーヌ・レアージュ
- 製作総指揮：アナトール・ドーマン、ヒロコ・ゴヴァース(Hiroko Govaers)
- 製作：九條映子
- 音楽：J・A・シーザー

## キャスト
- O：イザベル・イリエ
- ステファン卿：クラウス・キンスキー
- ナタリー：アリエル・ドンバール
- 白蘭：高橋ひとみ
- 咲耶：山口小夜子
- マダム黒トカゲ：ピーター
- 愛染：新高恵子
- 王学：中村研一
- 王学の父：小松方正
- 客：殿山泰司
- 加藤：石橋蓮司
- 島田：藤田敏八
- ナレーション：ジョルジュ・ウィルソン
- 女郎：亀渕友香、大野美雪